# Campeones Cup 2023
La Campeones Cup 2023 fue la quinta edición de este torneo que enfrentará anualmente al campeón de la Major League Soccer (MLS) con el Campeón de Campeones de la Primera División de México de la temporada anterior. Fue disputada el 27 de septiembre de 2023en el BMO Stadium de Los Ángeles, y en ella participó el campeón de la temporada 2022 de la MLS: Los Angeles FC y el ganador del Campeón de Campeones 2022-23 de la Liga MX: Tigres  UANL.
El campeón fue Tigres UANL, quien venció a su similar estadounidense por 2-4 en penales, luego de estar empatados 0-0 en el tiempo regular, consiguiendo así su segundo título en la historia del certamen.

## Partido

### Los Angeles FC - Tigres UANL
| 27 de septiembre de 2023                                            | Los Angeles FC                          | 0:0 (2:4 p.)               | Tigres UANL                        | BMO Stadium, Los Angeles                                 |                                                          |
|                                                                     |                                         | Reporte                    |                                    | Asistencia: 20 605 espectadores Árbitro(s): Drew Fischer | Asistencia: 20 605 espectadores Árbitro(s): Drew Fischer |
|                                                                     |                                         | Tiros desde el punto penal |                                    |                                                          |                                                          |
|                                                                     | Bouanga · Tillman · Ilie · Hollingshead |                            | Gignac · Ibáñez · Pizarro · Angulo |                                                          |                                                          |
| Tigres UANL Campeón de la Campeones Cup 2023 (0:0; 2:4 en penales). |                                         |                            |                                    |                                                          |                                                          |

|                                              |
| Campeón de la Campeones Cup 2023 Tigres UANL |
| 2° Título                                    |